# Wolsztyn
Wolsztyn é um município da Polônia, na voivodia da Grande Polônia e no condado de Wolsztyn. Estende-se por uma área de 4,78 km², com 13 107 habitantes, segundo os censos de 2018, com uma densidade de 2742 hab/km².